# وريد عميق
الأوردة العميقة هي الأوردة الموجودة بعمق داخل جسم الإنسان (ليست سطحية)، بعكس الأوردة السطحية التي تكون قريبة من سطح الجسم.
الأوردة العميقة هي دائما تقريبا بجانب الشريان الذي يحمل نفس الاسم (مثل وريد فخذي بجانب شريان فخذي). وهي تحمل معظم الدم. قد يكون انسداد الوريد العميق مهدداً للحياة، وغالباً ما يسببها تجلط الدم. ويسمى انسداد الوريد العميق من تخثر الأوردة العميقة ( خثار وريدي عميق) بالخثار.
تتسم العمليات الجراحية التي تجرى على هذه الأوردة بالصعوبة بسبب موقعها العميق داخل الجسم.

## قائمة
- حبل الوريد الداخلي

### الطرف العلوي
- وريد عضدي
- وريد إبطي
- وريد تحت ترقوة

### الطرف السفلي
- وريد فخذي[2]
- الوريد الفخذي العميق
- وريد مأبضي
- الوريد الشظوي  [لغات أخرى]‏
- الوريد الأمامي للساق  [لغات أخرى]‏
- الوريد الخلفي للساق  [لغات أخرى]‏